# Bezirk Pfäffikon
Der Bezirk Pfäffikon ist ein ländlich geprägter Bezirk im Kanton Zürich in der Schweiz.

Stand: 1. Januar 2016

## Politische Gemeinden
| Wappen                                | PLZ        | Gemeindename      | Einwohner (31. Dezember 2023) | Fläche in km² | Einwohner pro km² |
| ------------------------------------- | ---------- | ----------------- | ----------------------------- | ------------- | ----------------- |
| Bauma                                 | 8494       | Bauma             | 5060                          | 29,53         | 171               |
| Fehraltorf                            | 8320       | Fehraltorf        | 6860                          | 9,47          | 724               |
| Hittnau                               | 8335       | Hittnau           | 3912                          | 12,95         | 302               |
| Illnau-Effretikon · Illnau-Effretikon | 8308/ 8307 | Illnau-Effretikon | 17'679                        | 32,91         | 537               |
| Lindau                                | 8315       | Lindau            | 5875                          | 11,99         | 490               |
| Pfäffikon ZH                          | 8330       | Pfäffikon ZH      | 12'509                        | 19,52         | 641               |
| Russikon                              | 8332       | Russikon          | 4567                          | 14,21         | 321               |
| Weisslingen                           | 8484       | Weisslingen       | 3466                          | 12,81         | 271               |
| Wila                                  | 8492       | Wila              | 2077                          | 9,19          | 226               |
| Wildberg                              | 8489       | Wildberg          | 1028                          | 10,57         | 97                |
| Total (10)                            | Total (10) | Total (10)        | 63'033                        | 163,15        | 386               |

## Veränderungen im Gemeindebestand

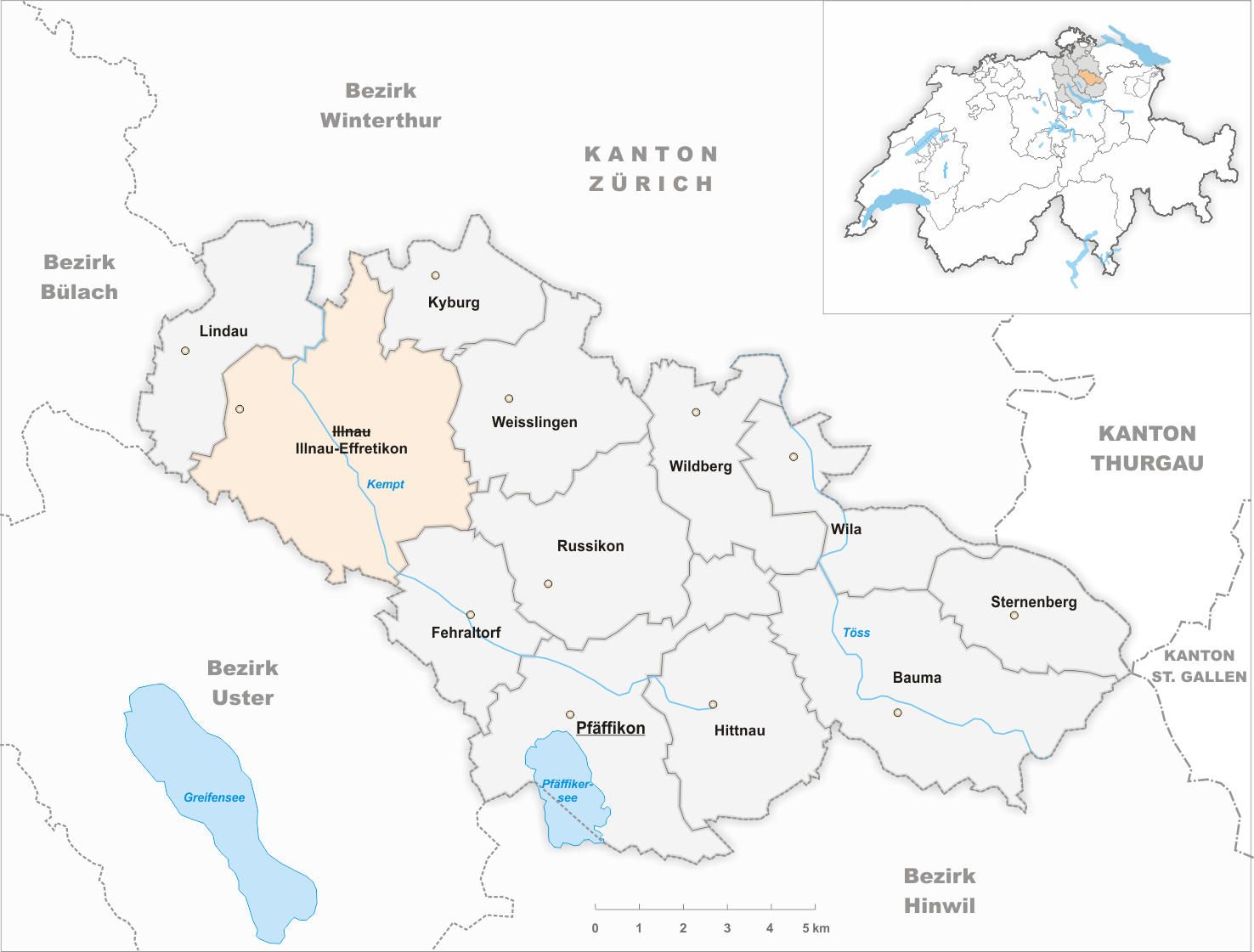
Gemeinden bis 1973
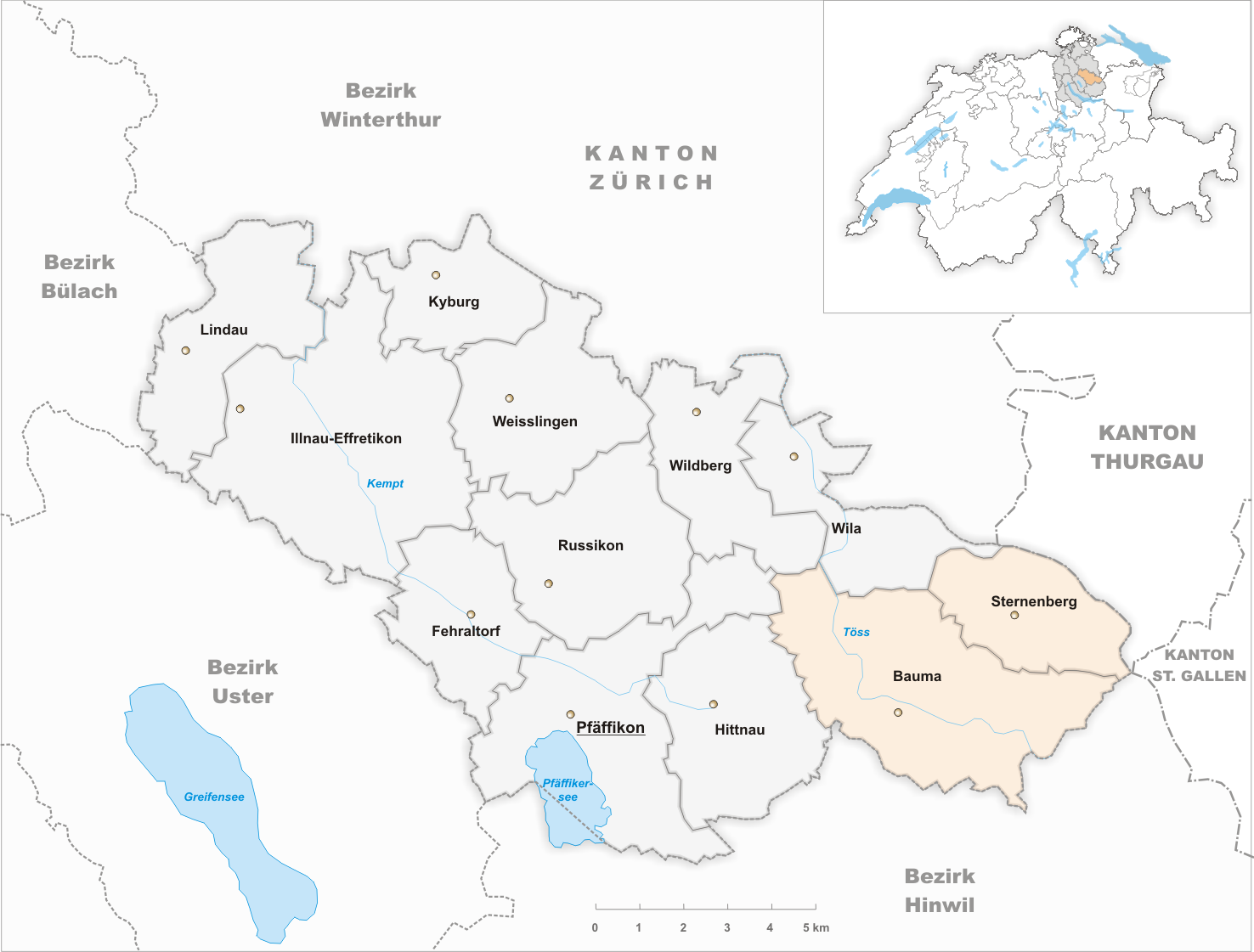
Gemeinden bis 2014
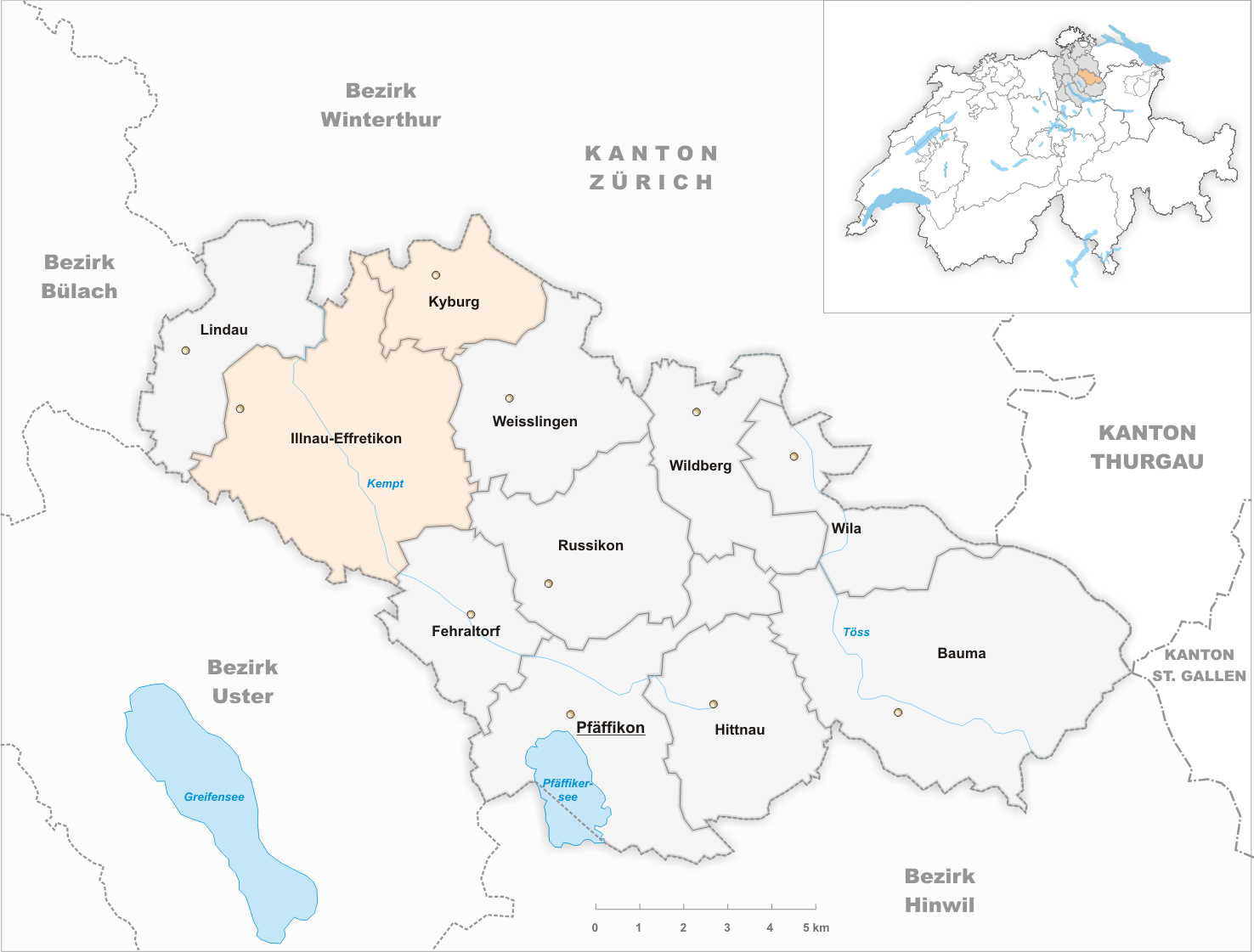
Gemeinden bis 2015

- 1974: Namensänderung Illnau →  Illnau-Effretikon
- 2015: Fusion Bauma und Sternenberg → Bauma
- 2016: Fusion Illnau-Effretikon und Kyburg → Illnau-Effretikon

## Zivilgemeinden
Bis Ende 2009 bestanden noch folgende Zivilgemeinden:
- Bauma (Politische Gemeinde Bauma)
- Neschwil (Politische Gemeinde Weisslingen)

## Ortschaften
| PLZ  | Name der Ortschaft     | Gemeinde                     |
| ---- | ---------------------- | ---------------------------- |
|      | Bliggenschwil          | Bauma                        |
|      | Blitterswil            | Bauma                        |
|      | Dillhaus               | Bauma                        |
|      | Hörnen                 | Bauma                        |
|      | Juckern                | Bauma                        |
|      | Lipperschwendi         | Bauma                        |
| 8493 | Saland                 | Bauma                        |
|      | Schindlet              | Bauma                        |
| 8499 | Sternenberg            | Bauma                        |
|      | Wellenau               | Bauma                        |
|      | Dürstelen              | Hittnau                      |
|      | Hasel                  | Hittnau                      |
|      | Hofhalden              | Hittnau                      |
|      | Isikon                 | Hittnau                      |
|      | Oberhittnau            | Hittnau                      |
|      | Schönau                | Hittnau                      |
| 8308 | Agasul                 | Illnau-Effretikon            |
|      | Billikon               | Illnau-Effretikon            |
|      | Bisikon                | Illnau-Effretikon            |
|      | Brünggen               | Illnau-Effretikon            |
| 8307 | Effretikon             | Illnau-Effretikon            |
|      | Ettenhausen            | Illnau-Effretikon            |
|      | First                  | Illnau-Effretikon            |
|      | Horben bei Illnau      | Illnau-Effretikon            |
| 8308 | Illnau                 | Illnau-Effretikon            |
|      | Kemleten               | Illnau-Effretikon            |
| 8314 | Kyburg                 | Illnau-Effretikon            |
|      | Luckhausen             | Illnau-Effretikon            |
|      | Mesikon                | Illnau-Effretikon            |
|      | Oberillnau             | Illnau-Effretikon            |
|      | Oberkempttal           | Illnau-Effretikon            |
| 8307 | Ottikon bei Kemptthal  | Illnau-Effretikon            |
|      | Rikon bei Effretikon   | Illnau-Effretikon            |
|      | Unterillnau            | Illnau-Effretikon            |
| 8482 | Sennhof (Winterthur)   | Illnau-Effretikon Winterthur |
|      | Eschikon               | Lindau                       |
| 8310 | Grafstal               | Lindau                       |
| 8310 | Kemptthal              | Lindau                       |
|      | Kleinikon              | Lindau                       |
| 8312 | Winterberg ZH          | Lindau                       |
| 8315 | Lindau                 | Lindau                       |
| 8317 | Tagelswangen           | Lindau                       |
| 8331 | Auslikon               | Pfäffikon                    |
|      | Hermatswil             | Pfäffikon                    |
|      | Humbel                 | Pfäffikon                    |
|      | Irgenhausen            | Pfäffikon                    |
|      | Ober-Balm              | Pfäffikon                    |
|      | Ruetschberg            | Pfäffikon                    |
|      | Wallikon bei Pfäffikon | Pfäffikon                    |
| 8322 | Gündisau               | Russikon                     |
|      | Ludetswil              | Russikon                     |
| 8322 | Madetswil              | Russikon                     |
| 8332 | Rumlikon               | Russikon                     |
|      | Sennhof                | Russikon                     |
|      | Wilhof                 | Russikon                     |
|      | Dettenried             | Weisslingen                  |
|      | Lendikon               | Weisslingen                  |
| 8484 | Neschwil               | Weisslingen                  |
| 8484 | Theilingen             | Weisslingen                  |
|      | Au                     | Wila                         |
|      | Steinen bei Wila       | Wila                         |
| 8489 | Ehrikon                | Wildberg                     |
| 8489 | Schalchen              | Wildberg                     |